# 叶纳基耶沃
叶纳基耶韦（烏克蘭語：Єнакієве，羅馬化：Yenakiieve，發音：[jeˈnɑkijewe] ⓘ），又按俄语名译为叶纳基耶沃（羅馬化：Yenakiyevo），是乌克兰东部顿涅茨克州霍尔利夫卡区叶纳基耶韦市镇内的城市及该市镇的行政中心，唯由2014年起俄罗斯及其傀儡「頓涅茨克人民共和國」佔領，俄方吞併烏克蘭四州後將城市劃為該共和國的直辖市。该市面积为42.5平方公里，海拔高度260米，2022年人口数量为76,673人。

## 当地名人
- 維克托·亞努科維奇：曾任第五届烏克蘭總統、两度出任总理，后因叛逃俄国被罢免并在其后被撤销前总统头衔，并被法院认定叛国罪罪名成立的通緝犯[4]。

## 图集

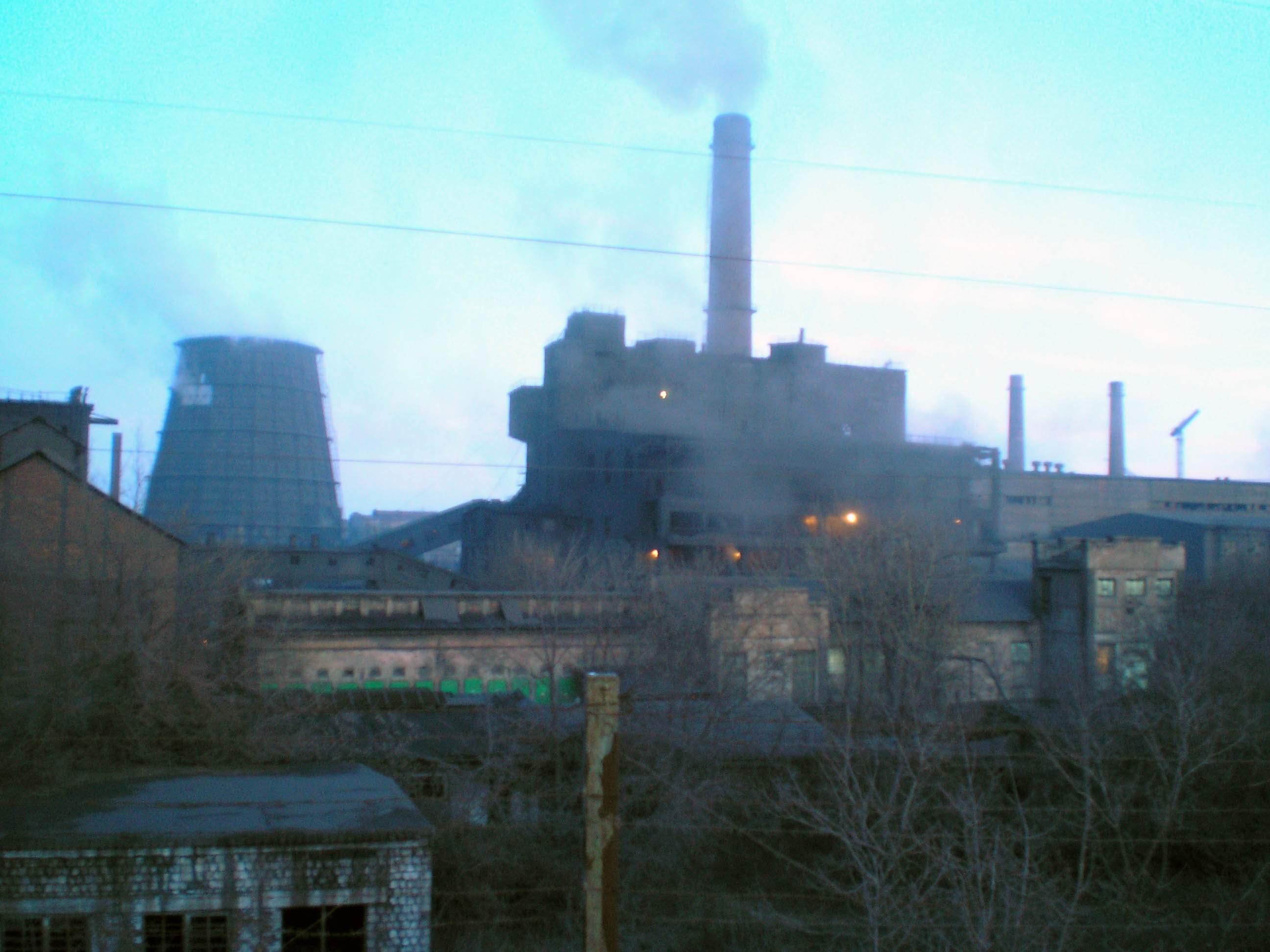
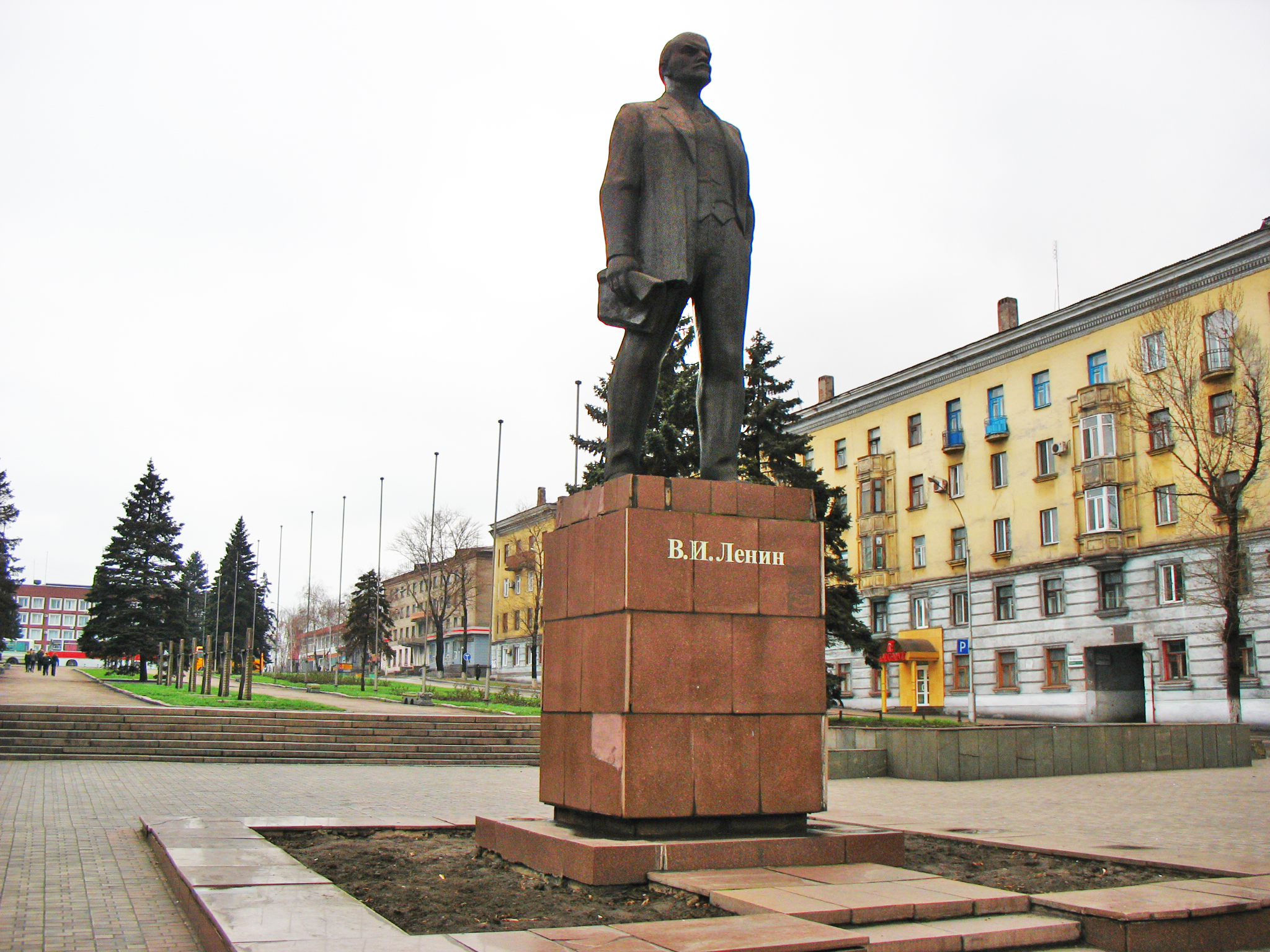